# یواس‌اس واپتون (وای‌تی‌ام-۷۵۷)
یواس‌اس واپتون (وای‌تی‌ام-۷۵۷) (به انگلیسی: USS Wahpeton (YTM-757)) یک کشتی بود که طول آن ۱۰۷ فوت ۰ اینچ (۳۲٫۶۱ متر) بود.